# Muramatsu Yuki
Yuki Muramatsu (sinh ngày 28 tháng 8 năm 1977) là một cầu thủ bóng đá người Nhật Bản.

## Sự nghiệp câu lạc bộ
Yuki Muramatsu đã từng chơi cho Ventforet Kofu.